# Chester Bennington
Chester Charles Bennington (Phoenix, Arizona, 20. ožujka 1976. – Los Angeles, SAD, 20. srpnja 2017.), bio je američki glazbenik, pjevač rock grupe Linkin Park.

## Životopis

### Počeci
Chester Bennington se rodio u Phoenixu, Arizoni. Njegov prvi instrument je bio klavir. Chester je tokom godina bio u mnogim sastavima, svirao je razne instrumente, ali najviše od svega bio je pjevač. Nikada nije bio u dugotrajnom sastavu sve dok 1993. godine nije postao član grupe Grey Daze. Sastav se raspao 1998. godine, a godinu dana kasnije prešao je u Linkin Park.
Bennington je imao neugodan život u svojoj mladosti. U djetinjstvu su ga seksualno zlostavljali prijatelji njegovih roditelja. Nekoliko njegovih prijatelja počinilo je samoubojstvo, a jedan mu je prijatelj poginuo u nesreći tijekom skejtanja.
Njegovi su se roditelji rastali 1987. godine, ostavivši ga s dvije polusestre i jednim polubratom. Bennington je bio najmlađi od četvero djece i ostao je s ocem, koji je bio policajac i detektiv. Njegov ga je brat upoznao s grupama Loverboy, Foreigner, Rush i The Doors, od kojih je potonja skupina na njega izvršila presudan utjecaj.
Prije rastanka njegova se obitelj često selila uokolo Arizone, u gradove kao što su Scottsdale, Tolleson, Tempe i drugi gradovi. "Bavio sam se sportom, ali sam jednostavno prestao mariti za to i prestao sam biti dobar učenik u školi". Bennington je izjavio u Kerrang!-ovom članku: "Počeo sam pušiti travu i ići na zabave. Mislim da mi je bilo 11 godina kada sam počeo pušiti travu." Bennington je pohađao Centennial High School, Greenway High School i kasnije diplomirao u Washington High School. Izjavio je da je u srednjoj školi bio tlačen i sebe je opisao kao štrebera. U mlađoj je dobi radio kao barista. Rekao je da mu je rad u Bean Tree Coffee Houseu pomogao da nastavi dalje i rekao da su te kavane bile razumljive i bile njegovom bazom inspiracija. Kada je Bennington bio u ranim 20-im godinama, počeo je konzumirati metamfetamine i kokain. Kasnije se uspješno odviknuo od droga.

### Grey Daze
Chester Bennington je postao vodeći vokal grupe Grey Daze od 1993. godine do 1998. godine. Chester je mislio da nije dovoljno plaćen za svoje pisanje pjesama i imao je međusobnih sukoba s ostalim članovima sastava, što ga je navelo da ih napusti. Dok je bio u Grey Daze-u, Chester je snimio dva albuma Wake Me 1994. godine, i ...No Sun Today 1997. godine. Nakon što je Chester otišao, razdvojili su se i gitarist, Sean Dowdell je pridružio novog člana grupe pjevačicu Jodi Wendt i preimenovali su se u Waterface i snimili su album Seven Days.
Dok je Chester još bio u Grey Daze-u, radio je još u Burger King-u pa je mogao vježbati sa sastavom. Bio je toliko siromašan da si nije mogao kupiti auto, niti bicikl, pa je imao skateboard koji mu je služio kao prijevoz.
Dok je radio u Burger King-u, Chester je upoznao svoju prvu ženu, Samanthu. Vjenčali su se 31. listopada 1996. godine. Kada je Chester imao 20 godina, bio je siromašan pa nije imao ni za organizirati vjenčanje, niti je mogao kupiti prstenje, pa je sebi i ženi istetovirao prstene. Chester i Samantha imali su jednog sina, zvao se Draven Sebastian Bennington, rođen 19. travnja 2002. u jedan sat popodne. Chester-ov sin je dobio ime po liku iz filma Vrana. 2 svibnja 2005. par se rastao nakon osam godina braka. Samanthi pripada potpuna skrb njihova djeteta, ali Chester, nakon nekoliko mjeseci borbe preuzeo je skrb nad djecom.
31. prosinca 2005., Chester se oženio sa svojom 29-ogodišnjom djevojkom Talindom Bentley, koja je pozirala za Playboy tijekom studiranja u California Institute of Technology. Benningtonova žena Talinda je u Los Angelesu rodila dečka kojem su nadjenuli ime, Tyler Lee.
Chester se pokušao ponovo ujediniti s Grey Daze-om za samo jedan jedini nastup u nadi da prikupiti novac da pomogne članu sastava Bobby Benish-u koji je imao tumor na mozgu. Planirali su svirati u Dodge Theatre-u u Arizoni sa sastavima Phunk Junkeez, Pokerface i Gift. Nažalost Chester je morao odgoditi nastup zbog Linkin Park-ovog strogog plana da završe sa snimanjem drugog albuma Meteora. Od tada Bobby Benish je umro zbog tumora na mozgu.
1995. godine, Bennington i član Grey Daze-a Sean Dowdell osnovali su Club Tattoo u Pheonix-u, Arizoni. Sada imaju potpuno partnerstvo i 3 lanca u Arizoni. Mnogi poznati kao Hoobastank, David Boston, i Chester su si dali izraditi tetovaže.

### Linkin Park
1998. godine, Linkin Park (tada zvan Xero) tražili su vokalista pošto su imali problema s time. Poduzeće koje je poznavalo Chester-a Bennington-a poručili su Xero-u da bi on bio dosta dobar za taj posao. Posalli su Chester-u demo i rekli neka otpjeva. U tri dana, jedan dan mu je bio rođendan on je otpjevao demo i otpjeva ga Xero-u preko telefona; svidjelo im se jako i zamolili su ga da dođe u Los Angeles, u Pheonix na audiciju. Na audiciji su bili Chester i nekoliko potencijalnih pjevača, no kada je Chester počeo pjevati svi su otišli čim su ga čuli. Jedan od potencijalnih pjevača je rekao da su ludi ne uzmu li Chester-a za pjevača. Xero je tada promijenio ime u Hybrid Theory i snimili su EP Hybrid Theory koji uključuje pjesme: "Carousel", "Technique (Short)", "Step Up", "And One", "High Voltage" i "Part of Me". Poslali su svoje snimke u nekoliko izdavačkih kuća i odlučili da će svirati za Warner Bros. Records
Britanska grupa Hybrid polagala je autorska prava na to ime, pa su ga morali promijeniti. Chester je preporučio Lincoln Park zato što ih ima posvuda po Americi te bi sastav svugdje bio domaći. No, kada su htjeli napraviti web-stranicu grupe 'lincolnpark.com' je bila zauzeta domena. Ne imajući novca za kupovanje 'lincolnpark.com' domene, sastav je promijenio ime u Linkin Park te kupio domenu 'linkinpark.com'. Snimili su debitantski album Hybrid Theory kroz 1999./2000. godinu, i izdan je 24. Listopada, 2000. Imali su nekoliko hitova, neki od njih su: "In the End" ("In the End Pt. 1" i "In the End Pt. 2") i "Crawling". Linkin Park je prodao nešto više od 19 milijuna kopija u svijetu. Poslije, godine 2002., izdali su album Reanimation, koji je sadržavao remixeve s albuma Hybrid Theory. Chester i Linkin Park su nakon toga snimli drugi album Meteora koji je sadržavao hitove poput "Somewhere I Belong". Izdali su live album Live In Texas i "mash-up" album s Jay Z-jem, Collision Course. Chesterov prijatelj, član benda, Mike Shinoda je napisao pjesmu koja još nije bila spremna da se otpjeva uživo. Pjesma nazvana "Breaking the Habit" je vratila Chestera u duboku i mračnu prošlost, pa čak je i zaplakao par puta. Single je izdan u lipnju 2004. godine i pjesma se nalazi u albumu Meteora. Novi albumu Minutes to Midnight je izašao 2007. godine, Chester ga je opisao kao "Mračan, emotivan i melodičan", drugačiji je od drugih albuma.
U Sommer Sonic-u, 2006. godine Bennington se pridružio Mikeu Shinodi tijekom Fort Minor showa u nastupu Linkin Park-ove pjesme "In the End" i Shinodinom hitu "Where'd You Go".

### Smrt
Chester Bennington je umro 20. srpnja 2017. u 41. godini života. Počinio je samoubojstvo vješanjem.

## Samostalne pjesme
1. "State of the Art" – DJ Lethal iz Limp Bizkit-a (izdano 2001.)
2. "Karma Killer" – Cyclefly (izdano 2002.)
3. "System" – napisao Jonathan Davis iz Korn-a (izdano 2000.)
4. "Walking Dead" – DJ Z-Trip (izdano 2005.)
5. "Let Down" – napisao Chester za svoj solo project (izdano 2006.)
6. "Walking In Circles" – možda je napisao sam (izlazi 2007.)
7. "Home Sweet Home" – Mötley Crüe otpjevano u ReAct Now (izdano 2005.)
8. "Morning After" – napisao Chester (izdano 2003.)
9. "Sometimes" – napisao Chester (izdano 2020.)